# Guillaume de Bournel
Pour les articles homonymes, voir Bournel (homonymie).
Guillaume de Bournel surnommé Bourgonelli (mort en 1195) est le troisième maréchal de France.

## Biographie
L'authenticité de Guillaume de Bournel est attestée par la date d’un présent que lui fait le roi Philippe Auguste en 1194,.
En 1192, il est nommé maréchal de France, succédant à Albéric Clément, premier maréchal de France en 1190, puis Henri Ier Clément, dit le « Petit maréchal », maréchal de France en 1191.
Il meurt en 1195.